# Jong Genk in het seizoen 2022/23
Deze pagina beschrijft de prestaties van voetbalclub Jong Genk in het seizoen 2022-2023.

## Kern

### Spelerskern
| Nr.           | Naam                   | Nationaliteit | Geboortedatum |
| ------------- | ---------------------- | ------------- | ------------- |
| Keepers       |                        |               |               |
| 30            | Vic Chambaere          | België        | 10-01-2003    |
| 41            | Mike Penders           | België        | 31-06-2005    |
| 51            | Brent Stevens          | België        | 11-08-2003    |
| 61            | Zenzo De Boeck         | België        | 17-01-2005    |
| Verdedigers   |                        |               |               |
| 52            | Daan Dierckx           | België        | 24-02-2003    |
| 53            | Amine Et-Taïbi         | België        | 05-02-2003    |
| 54            | Lucas Beerten          | België        | 05-01-2003    |
| 55            | Tuur Rommens           | België        | 26-03-2003    |
| 62            | Sofiane Et-Taïbi       | België        | 02-03-2004    |
| 63            | Faissal Al Mazyani     | België        | 18-01-2005    |
| 64            | Nolan Martens          | België        | 07-07-2004    |
| 65            | Sam de Grand           | Nederland     | 05-10-2004    |
| Middenvelders |                        |               |               |
| 56            | Maarten Swerts         | België        | 20-01-2004    |
| 58            | Kamiel Van De Perre    | België        | 12-02-2004    |
| 66            | Lars Michiels          | België        | 22-09-2004    |
| 67            | Raf Smekens            | België        | 29-01-2004    |
| 68            | Thomas Claes           | België        | 26-03-2004    |
| 70            | Ibrahima Sory Bangoura | Guinee        | 05-01-2004    |
| Aanvallers    |                        |               |               |
| 19            | Sekou Diawara          | België        | 08-02-2004    |
| 57            | Deniz Arabaci          | België        | 11-03-2003    |
| 59            | Dario Cutillas-Carpe   | België        | 30-03-2004    |
| 60            | Mika Godts             | België        | 07-06-2005    |

- Aanvoerder

### Technische staf
| Functie           | Naam           | Nationaliteit |
| ----------------- | -------------- | ------------- |
| Coach             | Hans Somers    | België        |
| Assistent-coach   | Hans Visser    | Nederland     |
| Keeperstrainer    | Gilbert Roex   | België        |
| Physical Coach    | Toon Coolkens  | België        |
| Performance Coach | Manuel Agten   | België        |
| Teammanager       | Alfonso Merola | België        |
| Video-analist     | Roy Gerits     | België        |
| Dokter            | Jonas Massa    | België        |
| Kinesitherapeut   | Martijn Smeets | België        |

## Uitrustingen
Shirtsponsor(s): Beobank / Carglass / ITZU / Group Bruno / Federale verzekering / CEOs 4 Climate

Sportmerk: Nike

## Oefenwedstrijden Jong Genk
Hieronder een overzicht van de oefenwedstrijden die Jong Genk tijdens het seizoen 2022/23 speelde.
| Datum      | Thuis/Uit | Tegenstander       | Score | Doelpuntenmaker(s) Jong Genk |
| ---------- | --------- | ------------------ | ----- | ---------------------------- |
| 13-01-2023 | Thuis     | Lierse Kempenzonen | 4 – 0 |                              |

## Challenger Pro League

### Reguliere competitie

#### Wedstrijden
| Challenger Pro League                                                                        |                                                     |                                     |                                               | |                                                                |
| Wedstrijddetails                                                                             | Thuisploeg                                          | Uitslag                             | Uitploeg                                      | Opstelling | Kaarten                                                        |
| Heenronde                                                                                    |                                                     |                                     |                                               | |                                                                |
| 14 augustus 2022 16:00 Cegeka Arena Genk Ref.: Michiel Allaerts                              | Jong Genk                                           | 4 – 1                               | Lierse Kempenzonen                            | Penders, Geusens, John, Didden, Et-Taïbi, Rommens , Van De Perre (90' Swerts), Cutillas-Carpe (64' Diawara), Godts (73' Dierckx), Martens (73' Arabaci), Bangoura                    | 79' Bangoura 82' Diawara                                       |
| 14 augustus 2022 16:00 Cegeka Arena Genk Ref.: Michiel Allaerts                              | Geusens 30' (pen) Godts 59' Diawara 82' Diawara 90' | 1 – 0 1 – 1 2 – 1 3 – 1 4 – 1       | 45' Miramar                                   | Penders, Geusens, John, Didden, Et-Taïbi, Rommens , Van De Perre (90' Swerts), Cutillas-Carpe (64' Diawara), Godts (73' Dierckx), Martens (73' Arabaci), Bangoura                    | 79' Bangoura 82' Diawara                                       |
| 19 augustus 2022 20:00 Dakota Arena Deinze Ref.: Theophile Diskeuve                          | KMSK Deinze                                         | 3 – 2                               | Jong Genk                                     | Leysen, Geusens, Diawara (90+8' Cutillas-Carpe), John (89' Arabaci), Carstensen, Dierckx, Et-Taïbi (73' Claes), Rommens , Van De Perre, Godts, Bangoura                              | 58' Van De Perre                                               |
| 19 augustus 2022 20:00 Dakota Arena Deinze Ref.: Theophile Diskeuve                          | Van Landschoot 8' Quintero 59' Quintero 90+7'       | 1 – 0 1 – 1 2 – 1 2 – 2 3 – 2       | 27' Godts 85' Diawara                         | Leysen, Geusens, Diawara (90+8' Cutillas-Carpe), John (89' Arabaci), Carstensen, Dierckx, Et-Taïbi (73' Claes), Rommens , Van De Perre, Godts, Bangoura                              | 58' Van De Perre                                               |
| 26 augustus 2022 20:00 Cegeka Arena Genk Ref.: Jordy Vermeire                                | Jong Genk                                           | 0 – 3                               | Lommel SK                                     | Leysen, Geusens, Diawara (79' Cutillas-Carpe), John, Carstensen, Dierckx, Rommens , Van De Perre, Godts (79' Arabaci), Claes (60' Swerts), Bangoura                                  | 41' Carstensen 58' Dierckx                                     |
| 26 augustus 2022 20:00 Cegeka Arena Genk Ref.: Jordy Vermeire                                |                                                     | 0 – 1 0 – 2 0 – 3                   | 43' Souza 60' Anello 74' Anello               | Leysen, Geusens, Diawara (79' Cutillas-Carpe), John, Carstensen, Dierckx, Rommens , Van De Perre, Godts (79' Arabaci), Claes (60' Swerts), Bangoura                                  | 41' Carstensen 58' Dierckx                                     |
| 2 september 2022 20:00 Maurice Dufrasnestadion Luik Ref.: Ken Vermeiren                      | SL16 FC                                             | 2 – 2                               | Jong Genk                                     | Leysen, Ouattara, Geusens, Diawara (86' Cutillas-Carpe), John, Dierckx (6' Al Mazyani), Rommens , Van De Perre, Godts (86' Arabaci), Martens, Bangoura (50' Swerts)                  |                                                                |
| 2 september 2022 20:00 Maurice Dufrasnestadion Luik Ref.: Ken Vermeiren                      | Brrou 31' Ohio 44'                                  | 1 – 0 2 – 0 2 – 1 2 – 2             | 71' John 80' Diawara                          | Leysen, Ouattara, Geusens, Diawara (86' Cutillas-Carpe), John, Dierckx (6' Al Mazyani), Rommens , Van De Perre, Godts (86' Arabaci), Martens, Bangoura (50' Swerts)                  |                                                                |
| 11 september 2022 16:00 Cegeka Arena Genk Ref.: Robin Hensgens                               | Jong Genk                                           | 0 – 1                               | Excelsior Virton                              | Penders, Ouattara, Geusens (75' De Grand), Diawara, John, Dierckx, Rommens , Van De Perre (85' Cutillas-Carpe), Godts (62' Arabaci), Martens, Bangoura                               | 25' Van De Perre 36' John 90' Bangoura                         |
| 11 september 2022 16:00 Cegeka Arena Genk Ref.: Robin Hensgens                               |                                                     | 0 – 1                               | 74' Anne                                      | Penders, Ouattara, Geusens (75' De Grand), Diawara, John, Dierckx, Rommens , Van De Perre (85' Cutillas-Carpe), Godts (62' Arabaci), Martens, Bangoura                               | 25' Van De Perre 36' John 90' Bangoura                         |
| 17 september 2022 20:00 Edmond Machtensstadion Molenbeek-Saint-Jean Ref.: Theophile Diskeuve | RWD Molenbeek                                       | 1 – 1                               | Jong Genk                                     | Leysen, Geusens (90' Claes), Diawara (75' Cutillas-Carpe), Didden, Dierckx, Rommens , Arabaci (46' Al Mazyani), Van De Perre (81' Swerts), Godts, Martens, Bangoura                  |                                                                |
| 17 september 2022 20:00 Edmond Machtensstadion Molenbeek-Saint-Jean Ref.: Theophile Diskeuve | Challouk 90'                                        | 0 – 1 1 – 1                         | 67' Geusens (pen)                             | Leysen, Geusens (90' Claes), Diawara (75' Cutillas-Carpe), Didden, Dierckx, Rommens , Arabaci (46' Al Mazyani), Van De Perre (81' Swerts), Godts, Martens, Bangoura                  |                                                                |
| 30 september 2022 20:00 Cegeka Arena Genk Ref.: Maarten Toeback                              | Jong Genk                                           | 0 – 2                               | FCV Dender EH                                 | Leysen, Sadick (63' Al Mazyani), Dewaest, Geusens, Dierckx, Rommens , Swerts (82' Diawara), Van De Perre, Godts, Martens (82' Arabaci), Beniangba                                    | 44' Rommens                                                    |
| 30 september 2022 20:00 Cegeka Arena Genk Ref.: Maarten Toeback                              |                                                     | 0 – 1 0 – 2                         | 75' Lallemand 84' Rajsel                      | Leysen, Sadick (63' Al Mazyani), Dewaest, Geusens, Dierckx, Rommens , Swerts (82' Diawara), Van De Perre, Godts, Martens (82' Arabaci), Beniangba                                    | 44' Rommens                                                    |
| 9 oktober 2022 20:00 The Nest Roeselare Ref.: Klass Clerkx                                   | Club NXT                                            | 3 – 1                               | Jong Genk                                     | Leysen, Ouattara, Castro, Geusens (46' Dierckx), John, Carstensen (76' Beniangba), Galarza, Didden, Németh, Rommens , Godts                                                          | 28' Geusens                                                    |
| 9 oktober 2022 20:00 The Nest Roeselare Ref.: Klass Clerkx                                   | Sandra 38' Vermant 68' Vermant 80'                  | 1 – 0 2 – 0 3 – 0 3 – 1             | 90' Didden                                    | Leysen, Ouattara, Castro, Geusens (46' Dierckx), John, Carstensen (76' Beniangba), Galarza, Didden, Németh, Rommens , Godts                                                          | 28' Geusens                                                    |
| 16 oktober 2022 16:00 Cegeka Arena Genk Ref.: Theophile Diskeuve                             | Jong Genk                                           | 3 – 2                               | RSCA Futures                                  | Leysen, Ouattara (46' Didden), Geusens, John, Dierckx, Rommens , Van De Perre (90' Swerts), Godts (83' Nuozzi), Martens, Bangoura, Beniangba (61' Diawara)                           | 38' Godts 75' Van De Perre 79' Rommens 87' Geusens             |
| 16 oktober 2022 16:00 Cegeka Arena Genk Ref.: Theophile Diskeuve                             | Godts 13' Beniangba 18' Geusens 89'                 | 1 – 0 2 – 0 2 – 1 2 – 2 3 – 2       | 74' Leoni (p) 82' Lokesa                      | Leysen, Ouattara (46' Didden), Geusens, John, Dierckx, Rommens , Van De Perre (90' Swerts), Godts (83' Nuozzi), Martens, Bangoura, Beniangba (61' Diawara)                           | 38' Godts 75' Van De Perre 79' Rommens 87' Geusens             |
| 22 oktober 2022 16:00 Cegeka Arena Genk Ref.: Michiel Allaerts                               | Jong Genk                                           | 1 – 2                               | K Beerschot VA                                | Leysen, Geusens, John (88' Nuozzi), Dierckx, Rommens , Van De Perre, Godts, Al Mazyani, Martens (81' Diawara), Bangoura, Beniangba                                                   | 28' Bangoura 65' Dierckx 90' Geusens 90' Al Mazyani            |
| 22 oktober 2022 16:00 Cegeka Arena Genk Ref.: Michiel Allaerts                               | Beniangba 49'                                       | 0 – 1 1 – 1 1 – 2                   | 3' Baeten 50' Baeten                          | Leysen, Geusens, John (88' Nuozzi), Dierckx, Rommens , Van De Perre, Godts, Al Mazyani, Martens (81' Diawara), Bangoura, Beniangba                                                   | 28' Bangoura 65' Dierckx 90' Geusens 90' Al Mazyani            |
| 30 oktober 2022 20:00 Freethielstadion Beveren-Waas Ref.: Laurent Willems                    | SK Beveren                                          | 3 – 0                               | Jong Genk                                     | Leysen, Ouattara, Castro (86' Van De Perre), Geusens (24' Dierckx), Carstensen, Galarza, Didden, Németh, Rommens , Godts (77' Beniangba), Bangoura                                   | 17' Ouattara 57' Galarza 63' Dierckx 71' Rommens               |
| 30 oktober 2022 20:00 Freethielstadion Beveren-Waas Ref.: Laurent Willems                    | Barry 1' Mbokani 18' (pen.) Barry 76'               | 1 – 0 2 – 0 3 – 0                   |                                               | Leysen, Ouattara, Castro (86' Van De Perre), Geusens (24' Dierckx), Carstensen, Galarza, Didden, Németh, Rommens , Godts (77' Beniangba), Bangoura                                   | 17' Ouattara 57' Galarza 63' Dierckx 71' Rommens               |
| 6 november 2022 20:00 Herman Vanderpoortenstadion Lier Ref.: Matonga Simonini                | Lierse Kempenzonen                                  | 4 – 2                               | Jong Genk                                     | Leysen, Ouattara (46' Didden), Geusens, Carstensen (60' Swerts), Galarza (60' Al Mazyani), Németh (75' Diawara), Dierckx, Rommens , Arabaci, Godts (85' Nuozzi), Bangoura            |                                                                |
| 6 november 2022 20:00 Herman Vanderpoortenstadion Lier Ref.: Matonga Simonini                | Raemaekers 43' Rocha 45' Van Acker 88' Libert 90+6' | 0 – 1 1 – 1 2 – 1 2 – 2 3 – 2 4 – 2 | 10' Németh 79' Godts                          | Leysen, Ouattara (46' Didden), Geusens, Carstensen (60' Swerts), Galarza (60' Al Mazyani), Németh (75' Diawara), Dierckx, Rommens , Arabaci, Godts (85' Nuozzi), Bangoura            |                                                                |
| 12 november 2022 16:00 Cegeka Arena Genk Ref.: Theophile Diskeuve                            | Jong Genk                                           | 0 – 0                               | KMSK Deinze                                   | Leysen, Ouattara, Geusens, Carstensen (46' Martens), Rommens , Arabaci, Van De Perre (79' Claes), Godts (61' Nuozzi), Al Mazyani, Bangoura (84' Swerts), Beniangba                   |                                                                |
| 12 november 2022 16:00 Cegeka Arena Genk Ref.: Theophile Diskeuve                            |                                                     |                                     |                                               | Leysen, Ouattara, Geusens, Carstensen (46' Martens), Rommens , Arabaci, Van De Perre (79' Claes), Godts (61' Nuozzi), Al Mazyani, Bangoura (84' Swerts), Beniangba                   |                                                                |
| 18 november 2022 20:00 Soevereinstadion Lommel Ref.: Maarten Toeback                         | Lommel SK                                           | 2 – 1                               | Jong Genk                                     | Leysen, Ouattara (67' Martens), Geusens, Carstensen (67' Rotundo), Didden, Rommens , Arabaci (81' Nuozzi), Van De Perre, Godts, Al Mazyani (87' Claes), Beniangba                    | 20' Ouattara 70' Martens 90+5' Beniangba                       |
| 18 november 2022 20:00 Soevereinstadion Lommel Ref.: Maarten Toeback                         | Anello 38' Belghali 60'                             | 1 – 0 2 – 0 2 – 1                   | 69' Godts                                     | Leysen, Ouattara (67' Martens), Geusens, Carstensen (67' Rotundo), Didden, Rommens , Arabaci (81' Nuozzi), Van De Perre, Godts, Al Mazyani (87' Claes), Beniangba                    | 20' Ouattara 70' Martens 90+5' Beniangba                       |
| 25 november 2022 20:00 Cegeka Arena Genk Ref.: Klass Clerkx                                  | Jong Genk                                           | 2 – 0                               | RWD Molenbeek                                 | Leysen, Geusens, Didden, Rommens , Arabaci, Van De Perre, Godts (90' Dierckx), Al Mazyani, Martens, Rotundo (82' Claes), Beniangba (53' Nuozzi)                                      | 73' Geusens                                                    |
| 25 november 2022 20:00 Cegeka Arena Genk Ref.: Klass Clerkx                                  | Beniangba 25' Geusens 69'                           | 1 – 0 2 – 0                         |                                               | Leysen, Geusens, Didden, Rommens , Arabaci, Van De Perre, Godts (90' Dierckx), Al Mazyani, Martens, Rotundo (82' Claes), Beniangba (53' Nuozzi)                                      | 73' Geusens                                                    |
| 2 december 2022 20:00 Lotto Park Anderlecht Ref.: Tom Stevens                                | RSC Anderlecht B                                    | 2 – 0                               | Jong Genk                                     | Leysen, Geusens, Didden, Rommens , Arabaci, Van De Perre (62' Swerts), Godts (82' Nuozzi), Al Mazyani, Martens (46' Diawara), Rotundo (62' Claes), Beniangba (46' Dierckx)           | 57' Godts 67' Dierckx                                          |
| 2 december 2022 20:00 Lotto Park Anderlecht Ref.: Tom Stevens                                | Stassin 7' Agyei 26'                                | 1 – 0 2 – 0                         |                                               | Leysen, Geusens, Didden, Rommens , Arabaci, Van De Perre (62' Swerts), Godts (82' Nuozzi), Al Mazyani, Martens (46' Diawara), Rotundo (62' Claes), Beniangba (46' Dierckx)           | 57' Godts 67' Dierckx                                          |
| 9 december 2022 20:00 Cegeka Arena Genk Ref.: Theophile Diskeuve                             | Jong Genk                                           | 1 – 2                               | Club NXT                                      | Chambaere, Dewaest (61' Claes), Németh, Dierckx, Swerts (81' Smekens), Arabaci (81' Nuozzi), Van De Perre , Godts, Al Mazyani, De Grand, Rotundo (73' Beniangba)                     |                                                                |
| 9 december 2022 20:00 Cegeka Arena Genk Ref.: Theophile Diskeuve                             | Godts 37' (pen.)                                    | 0 – 1 0 – 2 1 – 2                   | 5' Servais 11' Vermant                        | Chambaere, Dewaest (61' Claes), Németh, Dierckx, Swerts (81' Smekens), Arabaci (81' Nuozzi), Van De Perre , Godts, Al Mazyani, De Grand, Rotundo (73' Beniangba)                     |                                                                |
| 24 januari 2023 20:00 Denderleeuw Ref.: Klass Clerkx                                         | FCV Dender EH                                       | 0 – 1                               | Jong Genk                                     | Leysen, Geusens, John (64' Bangoura), Carstensen, Didden, Et-Taïbi (80' Al Mazyani), Rommens , Van De Perre (64' Beniangba), Cutillas-Carpe, Godts (72' Nuozzi), Rotundo (80' Claes) | 36' John 67' Cutillas-Carpe 88' Al Mazyani                     |
| 24 januari 2023 20:00 Denderleeuw Ref.: Klass Clerkx                                         |                                                     | 0 – 1                               | 12' Godts                                     | Leysen, Geusens, John (64' Bangoura), Carstensen, Didden, Et-Taïbi (80' Al Mazyani), Rommens , Van De Perre (64' Beniangba), Cutillas-Carpe, Godts (72' Nuozzi), Rotundo (80' Claes) | 36' John 67' Cutillas-Carpe 88' Al Mazyani                     |
| 27 januari 2023 20:00 Antwerpen Ref.: Michiel Allaerts                                       | K Beerschot VA                                      | 3 – 2                               | Jong Genk                                     | Leysen, Sadick (61' Et-Taïbi), Geusens, Ait El Hadj (61' Van De Perre), John (67' Beniangba), Didden, Rommens , Cutillas-Carpe (88' Nuozzi), Godts, Martens, Bangoura                | 16' Didden 72' Bangoura 90+5' Bangoura                         |
| 27 januari 2023 20:00 Antwerpen Ref.: Michiel Allaerts                                       | Sebaoui 45' Van Himbeeck 87' Sanusi 90+6'           | 0 – 1 0 – 2 1 – 2 2 – 2 3 – 2       | 12' Cutillas-Carpe 25' Didden                 | Leysen, Sadick (61' Et-Taïbi), Geusens, Ait El Hadj (61' Van De Perre), John (67' Beniangba), Didden, Rommens , Cutillas-Carpe (88' Nuozzi), Godts, Martens, Bangoura                | 16' Didden 72' Bangoura 90+5' Bangoura                         |
| 3 februari 2023 20:00 Freethielstadion Beveren-Waas Ref.: Simon Bourdeaud'Hui                | Jong Genk                                           | 2 – 2                               | SK Beveren                                    | Leysen, Geusens, John, Dierckx, Et-Taïbi (78' Yayi Mpie), Rommens , Van de Perre, Cutillas-Carpe, Martens (86' Caicedo), Rotundo, Beniangba (78' Al Mazyani)                         | 45' Geusens 61' Rommens 90' Cutillas-Carpe                     |
| 3 februari 2023 20:00 Freethielstadion Beveren-Waas Ref.: Simon Bourdeaud'Hui                | Geusens 27' Cutillas-Carpe 64'                      | 0 – 1 1 – 1 2 – 1 2 – 2             | 5' Mbokani 89' Ribeiro Costa                  | Leysen, Geusens, John, Dierckx, Et-Taïbi (78' Yayi Mpie), Rommens , Van de Perre, Cutillas-Carpe, Martens (86' Caicedo), Rotundo, Beniangba (78' Al Mazyani)                         | 45' Geusens 61' Rommens 90' Cutillas-Carpe                     |
| 12 februari 2023 16:00 Stade Yvan Georges Virton Ref.: Jordy Vermeire                        | Excelsior Virton                                    | 0 – 1                               | Jong Genk                                     | Penders, Toma (88' Rotundo), John, Didden, Et-Taïbi, Rommens , Van de Perre, Yayi Mpie, Al Mazyani, Bangoura, Beniangba                                                              | 67' Rommens                                                    |
| 12 februari 2023 16:00 Stade Yvan Georges Virton Ref.: Jordy Vermeire                        |                                                     | 0 – 1                               | 57' Beniangba                                 | Penders, Toma (88' Rotundo), John, Didden, Et-Taïbi, Rommens , Van de Perre, Yayi Mpie, Al Mazyani, Bangoura, Beniangba                                                              | 67' Rommens                                                    |
| 19 februari 2023 16:00 Cegeka Arena Genk Ref.: Anthony Letellier                             | Jong Genk                                           | 2 – 2                               | SL16 FC                                       | Penders, Sadick, Ouattara (75' Van de Perre (83' Claes)), Castro, Geusens, John, Carstensen (75' Al Mazyani), Didden, Rommens , Martens (75' Nuozzi), Beniangba                      | 57' Ouattara 90' Geusens                                       |
| 19 februari 2023 16:00 Cegeka Arena Genk Ref.: Anthony Letellier                             | Beniangba 3' Beniangba 10'                          | 1 – 0 2 – 0 2 – 1 2 – 2             | 28' (pen.) Buksa 78' Ghalidi                  | Penders, Sadick, Ouattara (75' Van de Perre (83' Claes)), Castro, Geusens, John, Carstensen (75' Al Mazyani), Didden, Rommens , Martens (75' Nuozzi), Beniangba                      | 57' Ouattara 90' Geusens                                       |
| 1B Relegation Play Off                                                                       |                                                     |                                     |                                               | |                                                                |
| 25 februari 2023 16:00 Dakota Arena Deinze Ref.: Wim Smet                                    | KMSK Deinze                                         | 1 – 3                               | Jong Genk                                     | Leysen, Toma (90' Akpan), Geusens (90' Claes), John, Didden, Dierckx, Rommens , Yayi Mpie (85' Nuozzi), Al Mazyani, Bangoura, Beniangba                                              |                                                                |
| 25 februari 2023 16:00 Dakota Arena Deinze Ref.: Wim Smet                                    | De Belder 74'                                       | 0 – 1 1 – 1 1 – 2 1 – 3             | 37' Yayi Mpie 76' Toma 89' Nuozzi             | Leysen, Toma (90' Akpan), Geusens (90' Claes), John, Didden, Dierckx, Rommens , Yayi Mpie (85' Nuozzi), Al Mazyani, Bangoura, Beniangba                                              |                                                                |
| 5 maart 2023 19:15 Cegeka Arena Genk Ref.: Simon Bourdeaud'Hui                               | Jong Genk                                           | 1 – 1                               | SL16 FC                                       | Penders, Toma, Geusens (61' Galarza), John (88' Nuozzi), Didden, Dierckx, Rommens , Yayi Mpie (88' Swerts), Al Mazyani, Bangoura, Beniangba                                          | 45' Al Mazyani 76' Beniangba 81' Galarza 90+5' Al Mazyani      |
| 5 maart 2023 19:15 Cegeka Arena Genk Ref.: Simon Bourdeaud'Hui                               | John 11'                                            | 1 – 0 1 – 1                         | 90+4' Buksa                                   | Penders, Toma, Geusens (61' Galarza), John (88' Nuozzi), Didden, Dierckx, Rommens , Yayi Mpie (88' Swerts), Al Mazyani, Bangoura, Beniangba                                          | 45' Al Mazyani 76' Beniangba 81' Galarza 90+5' Al Mazyani      |
| 12 maart 2023 19:15 Soevereinstadion Lommel Ref.: Matonga Simonini                           | Lommel SK                                           | 2 – 0                               | Jong Genk                                     | Penders, Toma, Geusens, John, Didden, Dierckx, Rommens , Arabaci (67' Nuozzi), Yayi Mpie, Martens, Bangoura (72' Rotundo)                                                            | 19' Bangoura 35' Dierckx                                       |
| 12 maart 2023 19:15 Soevereinstadion Lommel Ref.: Matonga Simonini                           | Vinicius 67' Vinicius 69'                           | 1 – 0 2 – 0                         |                                               | Penders, Toma, Geusens, John, Didden, Dierckx, Rommens , Arabaci (67' Nuozzi), Yayi Mpie, Martens, Bangoura (72' Rotundo)                                                            | 19' Bangoura 35' Dierckx                                       |
| 17 maart 2023 20:00 Cegeka Arena Genk Ref.: Michiel Allaerts                                 | Jong Genk                                           | 1 – 1                               | Excelsior Virton                              | Penders, Toma, Geusens (52' Rotundo), John (73' Arabaci), Didden, Dierckx, Rommens , Yayi Mpie, Al Mazyani (85' Caicedo), Bangoura, Nuozzi (85' Akpan)                               | 67' Bangoura 84' Yayi Mpie 84' Somers (T1) 90+1' Rotundo       |
| 17 maart 2023 20:00 Cegeka Arena Genk Ref.: Michiel Allaerts                                 | Yayi Mpie 59'                                       | 1 – 0 1 – 1                         | 14' (pen.) Mboyo                              | Penders, Toma, Geusens (52' Rotundo), John (73' Arabaci), Didden, Dierckx, Rommens , Yayi Mpie, Al Mazyani (85' Caicedo), Bangoura, Nuozzi (85' Akpan)                               | 67' Bangoura 84' Yayi Mpie 84' Somers (T1) 90+1' Rotundo       |
| 31 maart 2023 20:00 Denderleeuw Ref.: Ken Vermeiren                                          | FCV Dender EH                                       | 1 – 0                               | Jong Genk                                     | Leysen, Toma, Ait El Hadj (60' Akpan), Oyen (60' Abid), Didden, Et-Taïbi, Rommens , Arabaci, Al Mazyani (46' Caicedo), Bangoura, Nuozzi (79' Mirisola)                               | 23' Al Mazyani 34' Toma 45+2' Arabaci 64' Caicedo 69' Bangoura |
| 31 maart 2023 20:00 Denderleeuw Ref.: Ken Vermeiren                                          | Cukur 70' (pen.)                                    | 1 – 0                               |                                               | Leysen, Toma, Ait El Hadj (60' Akpan), Oyen (60' Abid), Didden, Et-Taïbi, Rommens , Arabaci, Al Mazyani (46' Caicedo), Bangoura, Nuozzi (79' Mirisola)                               | 23' Al Mazyani 34' Toma 45+2' Arabaci 64' Caicedo 69' Bangoura |
| 7 april 2023 20:00 Cegeka Arena Genk Ref.: Klass Clerkx                                      | Jong Genk                                           | 0 – 4                               | FCV Dender EH                                 | Leysen, Toma, Castro (46' Ait El Hadj), Oyen (46' Al Mazyani), Galarza (81' Van de Perre), Didden, Abid (62' Nuozzi), Et-Taïbi, Rommens , Caicedo (46' Caicedo), Beniangba           | 38' Caicedo 48' Didden 87' Van de Perre                        |
| 7 april 2023 20:00 Cegeka Arena Genk Ref.: Klass Clerkx                                      |                                                     | 0 – 1 0 – 2 0 – 3 0 – 4             | 7' Cukur 29' Hens 70' Cukur 85' Et-Taïbi (og) | Leysen, Toma, Castro (46' Ait El Hadj), Oyen (46' Al Mazyani), Galarza (81' Van de Perre), Didden, Abid (62' Nuozzi), Et-Taïbi, Rommens , Caicedo (46' Caicedo), Beniangba           | 38' Caicedo 48' Didden 87' Van de Perre                        |
| 15 april 2023 16:00 Luik Ref.: Simon Bourdeaud'Hui                                           | SL16 FC                                             | 0 – 0                               | Jong Genk                                     | Penders, Toma, Didden, Abid (78' Nuozzi), Et-Taïbi, Rommens , Van de Perre (68' Akpan), Yayi Mpie, Al Mazyani (68' Caicedo), Bangoura, Beniangba                                     | 3' Toma 40' Bangoura 54' Didden                                |
| 15 april 2023 16:00 Luik Ref.: Simon Bourdeaud'Hui                                           |                                                     |                                     |                                               | Penders, Toma, Didden, Abid (78' Nuozzi), Et-Taïbi, Rommens , Van de Perre (68' Akpan), Yayi Mpie, Al Mazyani (68' Caicedo), Bangoura, Beniangba                                     | 3' Toma 40' Bangoura 54' Didden                                |
| 21 april 2023 20:00 Cegeka Arena Genk Ref.: Maarten Toeback                                  | Jong Genk                                           | 2 – 3                               | Lommel SK                                     | Leysen, Toma, John (46' Beniangba), Didden, Abid (66' Nuozzi), Et-Taïbi, Rommens , Van de Perre (86' Claes), Yayi Mpie, Bangoura, Caicedo                                            |                                                                |
| 21 april 2023 20:00 Cegeka Arena Genk Ref.: Maarten Toeback                                  | Toma 24' Rommens 69'                                | 1 – 0 1 – 1 1 – 2 2 – 2 2 – 3       | 36' Vancsa 43' Talvitie 78' Silu              | Leysen, Toma, John (46' Beniangba), Didden, Abid (66' Nuozzi), Et-Taïbi, Rommens , Van de Perre (86' Claes), Yayi Mpie, Bangoura, Caicedo                                            |                                                                |
| 6 mei 2023 16:00 Cegeka Arena Genk Ref.: Michiel Allaerts                                    | Jong Genk                                           | 0 – 2                               | KMSK Deinze                                   | Penders, Toma (72' Nuozzi), John (60' Beniangba (88' Al Mazyani)), Didden, Kouassi (60' Kouassi), Abid, Et-Taïbi, Rommens , Yayi Mpie (72' Van de Perre), Bangoura, Caicedo          | 34' Didden 80' Claes                                           |
| 6 mei 2023 16:00 Cegeka Arena Genk Ref.: Michiel Allaerts                                    |                                                     | 0 – 1 0 – 2                         | 82' (pen.) De Belder 84' Kassimi              | Penders, Toma (72' Nuozzi), John (60' Beniangba (88' Al Mazyani)), Didden, Kouassi (60' Kouassi), Abid, Et-Taïbi, Rommens , Yayi Mpie (72' Van de Perre), Bangoura, Caicedo          | 34' Didden 80' Claes                                           |
| 12 mei 2023 20:00 Stade Yvan Georges Virton Ref.: Anthony Letellier                          | Excelsior Virton                                    | 3 – 1                               | Jong Genk                                     | Chambaere, Toma (89' Claes), John, Galarza (89' Van de Perre), Kouassi, Abid, Et-Taïbi, Rommens (63' Beniangba), Yayi Mpie (63' Al Mazyani), Ndenge (89' Dierckx), Caicedo           | 44' Ndenge 70' Kouassi 78' Kouassi                             |
| 12 mei 2023 20:00 Stade Yvan Georges Virton Ref.: Anthony Letellier                          | Aguemon 22' Dudouit 64' Dudouit 79'                 | 1 – 0 2 – 0 2 – 1 3 – 1             | 75' Toma                                      | Chambaere, Toma (89' Claes), John, Galarza (89' Van de Perre), Kouassi, Abid, Et-Taïbi, Rommens (63' Beniangba), Yayi Mpie (63' Al Mazyani), Ndenge (89' Dierckx), Caicedo           | 44' Ndenge 70' Kouassi 78' Kouassi                             |